# Gunaika Txetviórtaia
Gunaika Txetviórtaia - Гунайка Четвёртая (rus) és un poble del krai de Krasnodar, a Rússia. Es troba als vessants del Caucas occidental, a la vora esquerra del riu Gunaika, a 34 km al nord-est de Tuapsé i a 94 km al sud de Krasnodar.
Pertany al possiólok d'Oktiabrski.